# Presidencia de la República Oriental del Uruguay

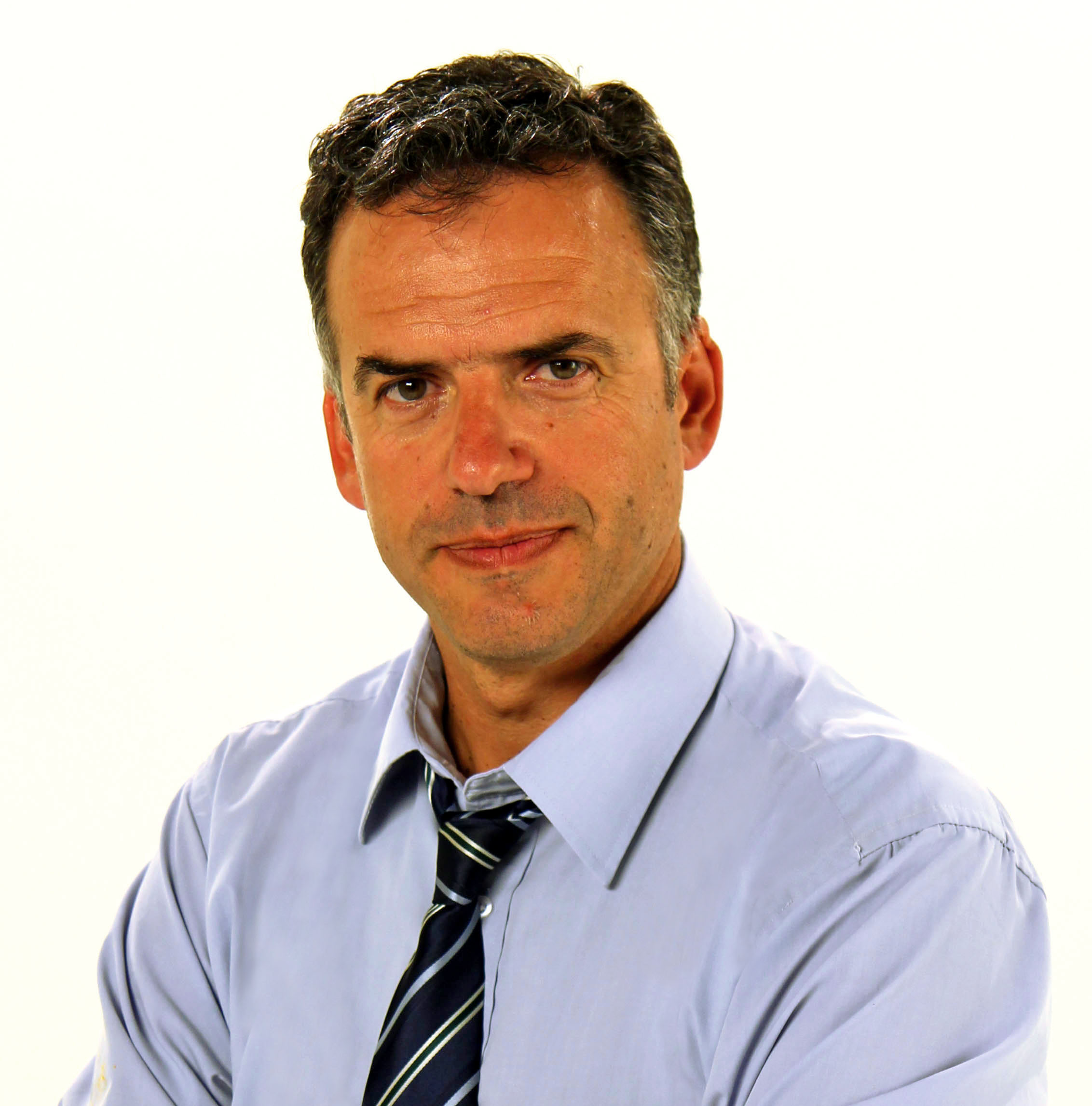
Yamandú Ramón Orsi Martínez, presidente de la República Oriental del Uruguay durante el periodo 2025 - 2030

La Presidencia de la República, conforma el gobierno e integra el Poder Ejecutivo junto con el presidente de la República y el secretario de Presidencia.

## Integración
- Secretario de la Presidencia

- Prosecretario de la Presidencia

- Dirección de Presidencia

- Casa Militar de la Presidencia de la República 
  - Edecán de la Armada Nacional
  - Edecán del Ejército Nacional
  - Edecán de la Fuerza Aérea[1]

### Asesores presidenciales
- Nicolás Martinelli

## Cometidos
La Presidencia de la República tiene como cometido orientar, formular y hacer cumplir las políticas de Estado.

## Oficinas de Presidencia
- Agencia de Gobierno Electrónico y Sociedad de la Información y el Conocimiento
- Agencia Uruguaya de Cooperación Internacional
- Agencia de Compras y Contrataciones Estatales
- Instituto Nacional de Estadística
- Oficina de Planeamiento y Presupuesto
- Oficina Nacional del Servicio Civil
- Unidad Reguladora de Servicios de Energía y Agua
- Secretaría Nacional del Deporte
- Secretaría de Derechos Humanos de Presidencia
- Secretaría de Derechos Humanos para el Pasado Reciente
- Secretaría Nacional de Ciencia y Tecnología

La Secretaría Nacional de Ambiente, Agua y Cambio Climático creada en diciembre de 2015 se suprimió en 2020 para crear el Ministerio de Ambiente.

## Unidades de Presidencia
- Junta Nacional de Drogas
- Sistema Nacional de Emergencias
- Secretaría Nacional para la Lucha Contra el Lavado de Activos y el Financiamiento del Terrorismo
- Unidad Nacional de Seguridad Vial

## Comunicación Presidencial
La Secretaría de Comunicación de la Presidencia de la República cuenta con un canal de contenidos audiovisuales, el cual transmite mediante VeraTV. En este período de gobierno, el vocero y director de la secretaría de Comunicación es Aparició Ponce de León.

## Museo de la Presidencia
Presidencia de la República cuenta con un museo, el cual funciona dentro del Palacio Estévez, antigua sede del Poder Ejecutivo y de Presidencia. También, Presidencia tiene la custodia del Mausoleo a José Artigas.